# Pupila de Argyll Roberston
El signo de Argyll Robertson, pupila de Argyll Robertson o señal de Argyll Robertson es una abolición del reflejo fotomotor (la contracción de las pupilas a la luz), con conservación a la reacción de acomodación. Las pupilas que presentan esta señal son pequeñas, desiguales y de forma irregular. Mientras que los ojos pueden concentrarse tanto en objetos cercanos como distantes, la respuesta directa y contralateral a la luz se encuentra reducida o ausente.
Este signo fue descrito por primera vez por el cirujano oftalmólogo escocés Douglas Argyll Robertson en 1869, aunque no se trataba de una investigación original ya que fue el neurólogo alemán Ernst Remak quien mostró al Dr Argyll Robertson los signos pupilares causados por la tabes dorsal.

## Mecanismo
La anomalía pupilar resulta probablemente de lesiones de las células de la región pretectal del mesencéfalo. Las señales procedentes de la retina no son transmitidas por el núcleo pretectal a los núcleos de Edinger-Westphal, produciendo la pérdida de la reacción pupilar a la luz directa y consensual (pupila opuesto a la que se alumbra). La acomodación se conserva, ya que la vía de transmisión de este reflejo es diferente de la del reflejo fotomotor, es decir, se acomoda pero no se excita

## Etiología
Habitualmente, pero no siempre, este síntoma tiene como causa la neurosífilis, lo que originó denominarlo como "pupila de prostituta". Entre otras causas posibles se encuentran el lupus eritematoso sistémico, la diabetes mellitus y la encefalopatía de Gayet-Wernicke.